# Риверсајд (Џорџија)
Риверсајд (Џорџија) (енгл. Riverside) град је у америчкој савезној држави Џорџија. По попису становништва из 2010. у њему је живело 35 становника.

## Демографија
Према попису становништва из 2010. у граду је живело 35 становника, што је 22 (38,6%) становника мање него 2000. године.
| Група             | 2000.      | 2010.      |
| Белци             | 56 (98,2%) | 30 (85,7%) |
| Афроамериканци    | 0 (0,0%)   | 3 (8,6%)   |
| Азијати           | 0 (0,0%)   | 0 (0,0%)   |
| Хиспаноамериканци | 0 (0,0%)   | 0 (0,0%)   |
| Укупно            | 57         | 35         |